# Чус (Кировская область)
Чус — посёлок сельского типа в Верхнекамском районе Кировской области России. Административный центр Чусовского сельского поселения.

## География
Посёлок находится на северо-востоке Кировской области, в восточной части Верхнекамского района, на правом берегу реки Камы при впадении в неё реки Чус. Абсолютная высота — 145 метров над уровнем моря.
Расстояние до районного центра (города Кирс) — 52 км. Ближайшие населённые пункты — Лойно, Ожмегово, Баталово.

## Население
По данным всероссийской переписи 2010 года, численность населения посёлка составляла 433 человек (мужчины — 205, женщины — 228).

## Инфраструктура
В Чусе имеется детский сад, фельдшерско-акушерский пункт, почтовое отделение и дом культуры. В 2012 году, районе посёлка Чус, была открыта переправа через Каму.

Улицы посёлка: Бузимская, Камская, Комсомольская, Красный Бор, Ленина, Лесная, Набережная, Новая, Труда, Школьная.

## Фотогалерея

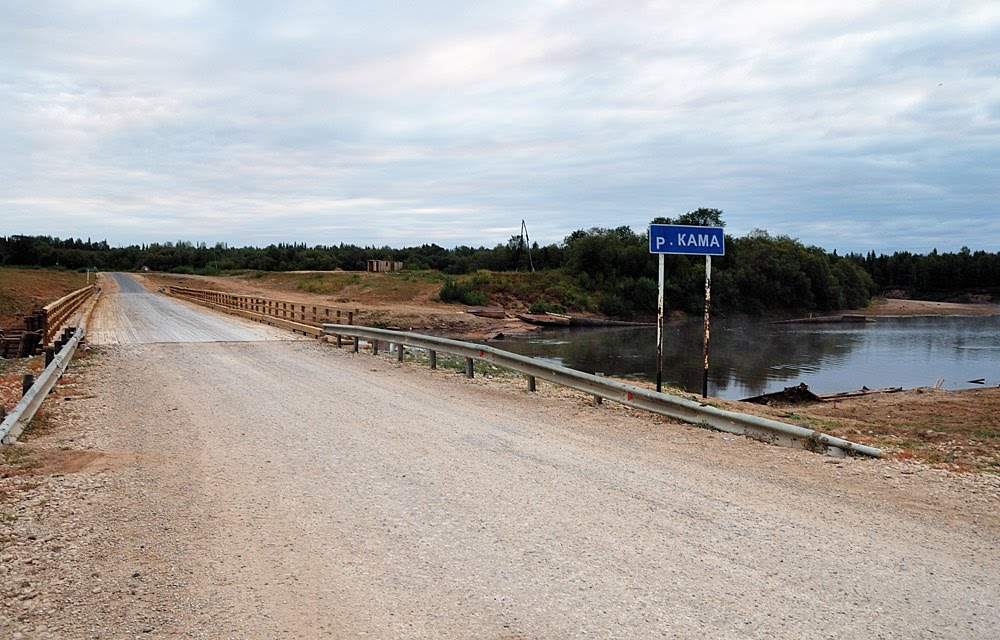
Камский мост
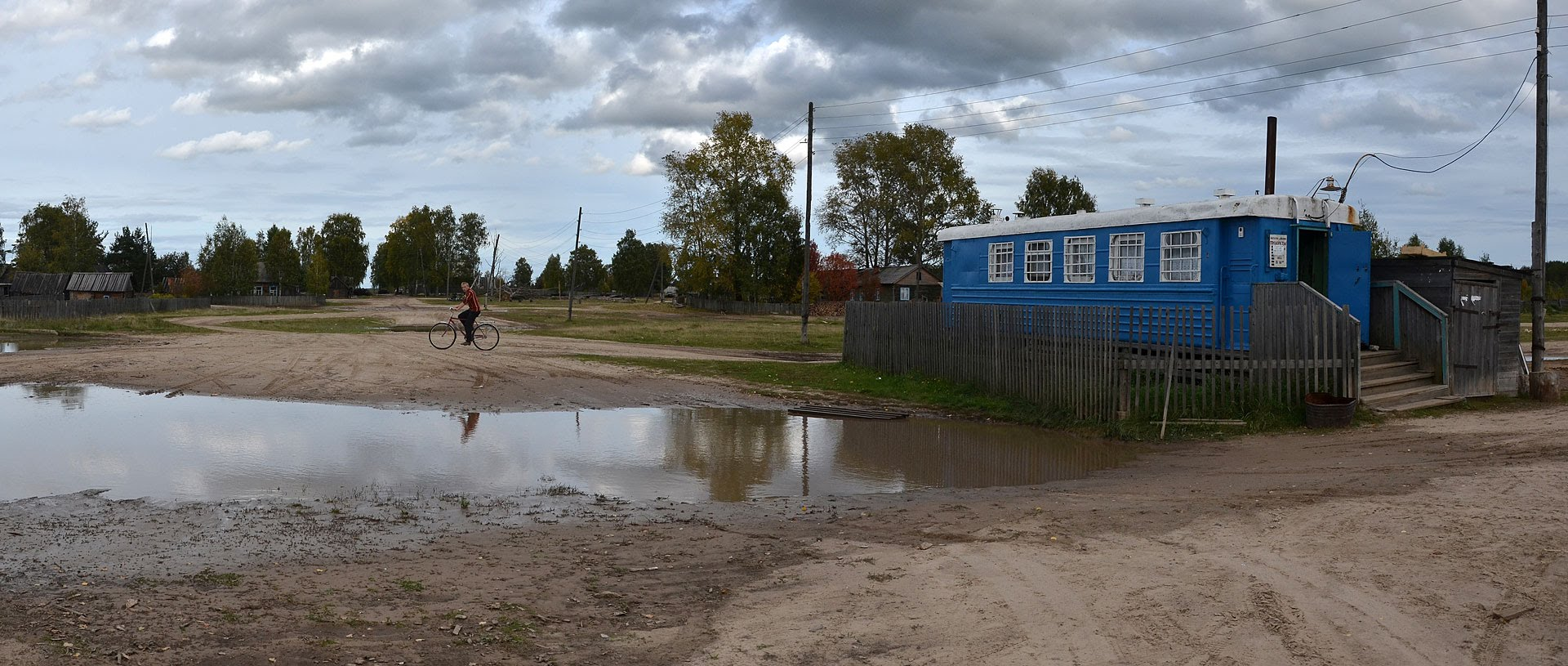
Улицы Чуса
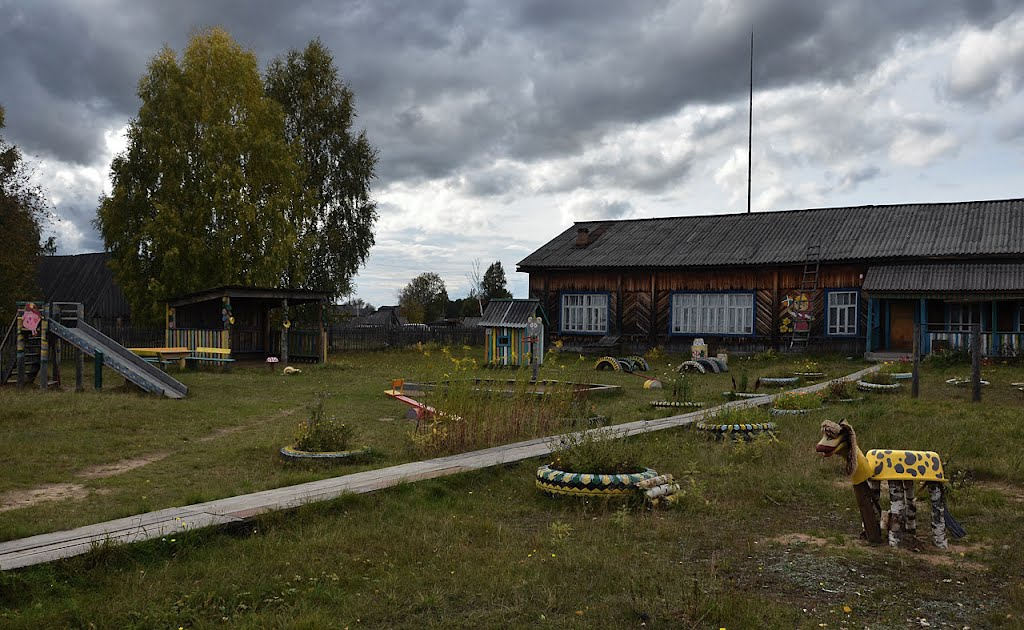
Детсад
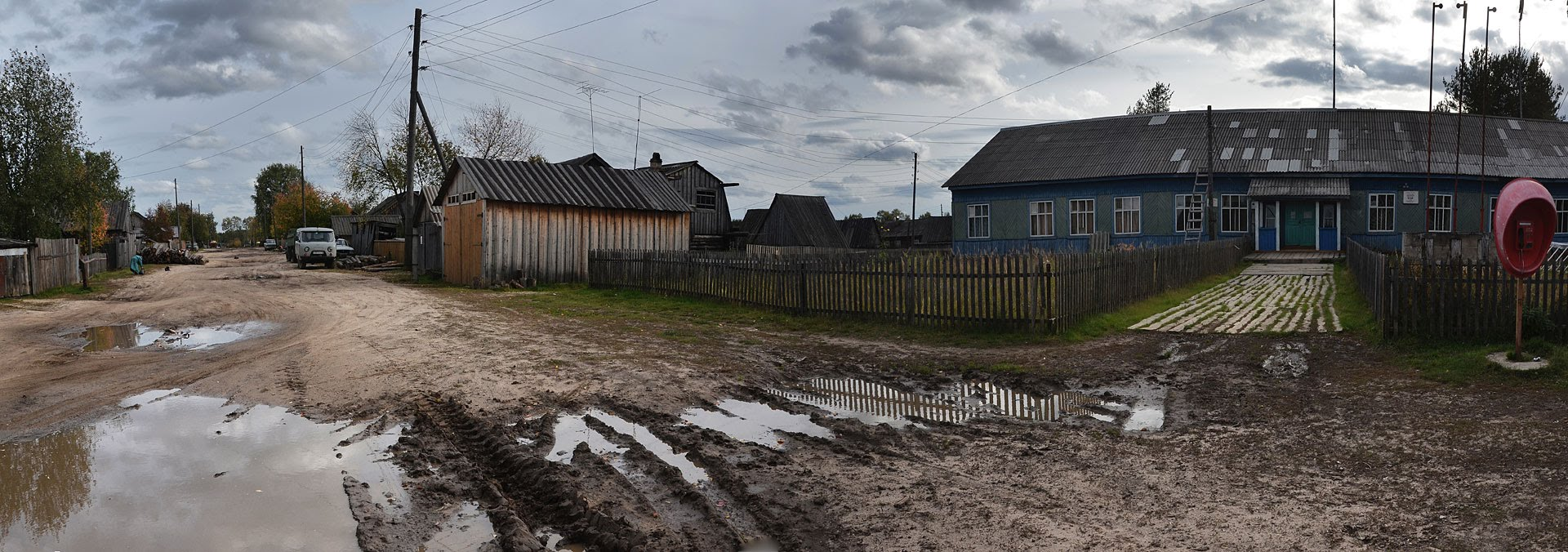
Улицы Чуса
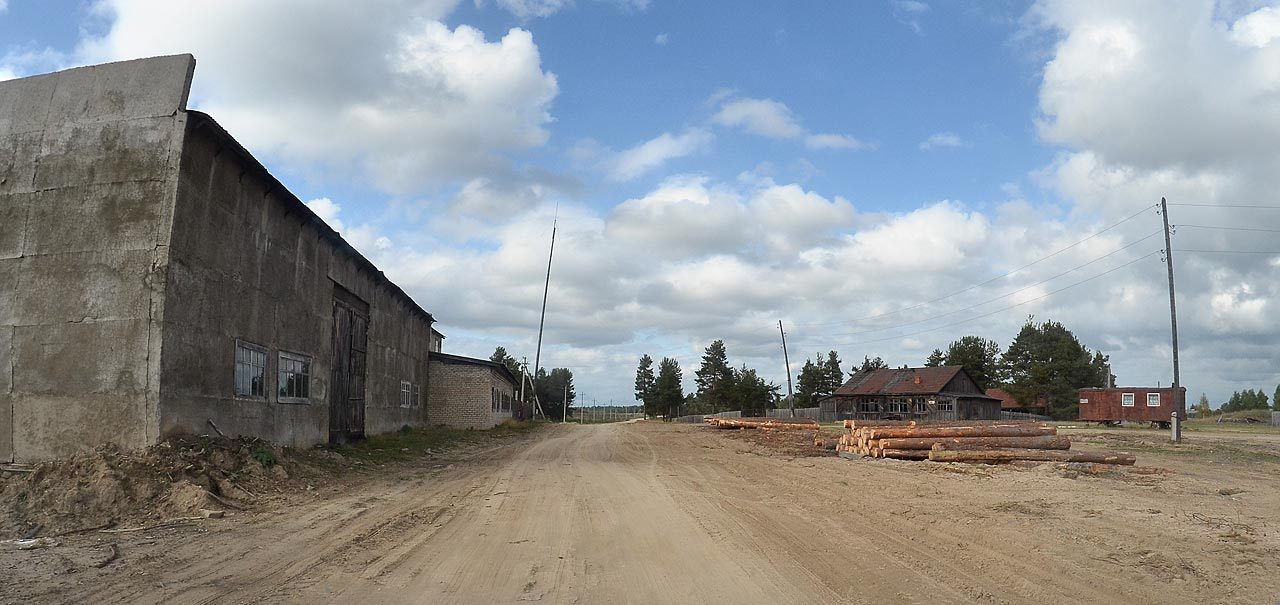
Улицы Чуса